# Johannes Muggenthaler
Johannes Muggenthaler (* 21. August 1955 in Bühl / Baden) ist ein deutscher Schriftsteller, Fotograf und Maler sowie Kurator.

## Leben und Werk
Johannes Muggenthaler begann seine künstlerische Ausbildung an der Fachschule für Holzbildhauer in Oberammergau. Er wechselte an die Akademie der Bildenden Künste in München, wo er das Studium von Malerei und Graphik als Meisterschüler abschloss. Er ist Sohn des Kunstmalers Hans Muggenthaler (1924–2015).
Muggenthalers bildnerische Arbeiten wurden in  Einzelausstellungen, u. a. im Museum für Moderne Kunst in Wien, im Museum für Moderne Kunst in Madrid, im Münchner Stadtmuseum und in der Städtischen Galerie im Lenbachhaus in München gezeigt.
Daneben hat Muggenthaler seit den 1980er Jahren zahlreiche Romane, Erzählungen und Theaterstücke verfasst. Über seinen 2004 erschienenen Roman Der Idiotenhügel heißt es in einer Rezension: „Wer diesen Roman in die Hand nimmt, liest sich garantiert sofort fest. Kaum zu glauben, wie es der Autor fertigbringt, eine so ‚kleine‘ Geschichte einen so großen Zauber entfalten zu lassen. Muggenthalers Sprache ist überraschend einfach und trotzdem einfach überzeugend. Durch sie wird die Geschichte unverwechselbar.“
Muggenthalers bildnerische wie literarische Arbeit charakterisierte ein Kritiker 1996 wie folgt:

„„Yes I’m very well, Thank you not at all.“ Dieses Zitat aus Jean Luc Godards Kultfilm „Alphaville“, das Johannes Muggenthaler den Bemerkungen zu seinem neuesten Projekt „Romantik der Zukunft“ vorangestellt hat, klingt nach einem Aperçu und charakterisiert doch auch knapp gefaßt die (geistige) Situation des Menschen im ausgehenden 20. Jahrhundert. Damit bildet es die Basis, von der aus Muggenthalers Werk operiert. Der floskelhaften Versicherung, wie gut es einem geht, folgt dabei im gleichen Atemzug die Verneinung. Hinter der scheinbar intakten Fassade lauert nachttiefe Verzweiflung.“

Aus der Laudatio zum Bayerischen Kunstförderpreis:
Ausgehend von einer kritischen Reflexion über die Moderne hat Johannes Muggenthaler ein künstlerisches Repertoire geschaffen, das von ebenso großer Eigenwilligkeit und Originalität wie auch ästhetischer Überzeugungskraft ist. Seine Arbeiten in unterschiedlichsten Materialien und künstlerischen Methoden reflektieren den disparaten Zustand der Moderne in einer Mischung aus Ironie, Trauer und künstlerischer Distanz. Johannes Muggenthaler vertritt diesen Ansatz mit Konsequenz und innerer Logik.
Johannes Muggenthaler arbeitete mehrere Jahre als Fotograf für das Magazin der Süddeutschen Zeitung. Eine retrospektive Ausstellung der fotografischen Arbeiten mit dem Titel „Das Leben der Dinge“ wurde in der Städtischen Galerie im Lenbachhaus, München, gezeigt.
Er ist auch als Kurator für zeitgenössische Kunst tätig. So leitete er bis 2009 den städtischen Kunstraum „Artothek & Bildersaal“ in München. Von 2009 bis 2022 war er Ausstellungskurator der „Rathausgalerie Kunsthalle“ für das Kulturreferat München. Seither arbeitet er als freier Kurator.
Er ist Präsident der Künstlergruppe Münchener Secession und Mitglied des Deutschen Künstlerbunds.
Johannes Muggenthaler lebt in München und Prien am Chiemsee.

## Werke
- „Normal und sterblich“ Kurzgeschichten (1984), Edition Nautilus, ISBN 3-922513-14-X
- „Magie oder Maggi?“ Katalogbuch (1987), Edition Nautilus, ISBN 3-921523-85-0
- „Der Geister Bahnen“ Katalogbuch zu Ehren von Gabriel von Max (1988), Mosel & Tschechow Galerie und Verlag, München 1988, ISBN 3-925987-03-7[4]
- „Liebe und Schulden“ Roman (1989), Edition Nautilus, ISBN 978-3-89401-150-5
- „Liebe der ersten Menschen. Souvenirs vom Paradies.“ Katalog (1991), Badischer Kunstverein, Karlsruhe 1991, ISBN 3-89309-039-8
- „Der Liebe Pilgerfahrt“ Katalogbuch (1992), Schirmer/Mosel Verlag, München, ISBN 3-88814-495-7
- „Wie man sich glücklich verirrt“, Erzählungen (1995), Edition Nautilus, ISBN 3-89401-242-0[5]
- „Romantik der Zukunft“ Katalogbuch (1996), Museum Moderner Kunst, Stiftung Ludwig Wien, Ritter Verlag, Klagenfurt 1996, ISBN 3-85415-190-X
- „Das Leben der Dinge“ Katalog (1998), Städtische Galerie im Lenbachhaus, München, ISBN 3-88645-137-2
- „Regen und andere Niederschläge„ oder “Die falsche Inderin“, Roman (2002), Weidle Verlag, ISBN 978-3-931135-68-3
- „Der Idiotenhügel“ Roman (2004), Weidle Verlag, ISBN 978-3-931135-82-9
- „Das Fremdenzimmer“ Erzählungen (2007), Weidle Verlag, ISBN 978-3-931135-98-0
- „Die letzte Trauung“ Roman (2011), Weidle Verlag, ISBN 978-3-938803-30-1[6]

## Einzelausstellungen
- 1985, Dany Keller Galerie, München
- 1988, Dany Keller Galerie, München
- 1988, Johannes Muggenthaler: Der Geister Bahnen. Eine Ausstellung zu Ehren von Gabriel v. Max 1840-1915, Galerie Mosel & Tschechow, München
- 1988, Nordsee, Galerie Mosel & Tschechow, München
- 1989/90, Naturkundliche Zeichnungen, Galerie Mosel & Tschechow, München
- 1989, Galante Liebe, Galerie Conrads, Neuss
- 1989, Galerie Sima Nürnberg
- 1990, Exemples de l'amor galant i de l'amor espiritual, Tinglado, Moll de Costa, Tarragona, Spanien
- 1990, Exemples de l'amor galant i de l'amor espiritual, Canal de Isabel II, Madrid
- 1990, Galante Liebe – Geistliche Liebe, Galerie Mosel & Tschechow, München
- 1990, Galerie Avis Paris
- 1990, Visions del Paradís, Galeria Joan Prats, Barcelona
- 1991, Liebe der ersten Menschen – Souvenirs vom Paradies, Badischer Kunstverein, Karlsruhe
- 1992, Johannes Muggenthaler – der Liebe Pilgerfahrt, Münchener Stadtmuseum
- 1992, Galerie Sima Nürnberg
- 1993, Badisches Landesmuseum, Karlsruhe
- 1994, Bilder für ein Raumschiff, Galerie Mosel & Tschechow, München
- 1996, Romantik der Zukunft: Photographien und ein Theaterstück, Museum Moderner Kunst Stiftung Ludwig Wien
- 1997, Tafelbilder, Galerie Mosel & Tschechow, München
- 1998, Das Leben der Dinge, Städtische Galerie im Lenbachhaus, München
- 1999, Grüsse alle, kenne keinen, Galerie Wohnmaschine, Berlin
- 2000, Werbung ohne Produkte und Bilder aus Adriapolis, Galerie Mosel & Tschechow, München
- 2002, Fotografien zu dem Roman „Die falsche Inderin“, Galerie Mosel & Tschechow, München
- 2002/3, Adriapolis, Galerie Sima Nürnberg[7][8][9][10]
- weitere Ausstellungen

## Stipendien und Auszeichnungen
- 1981 Stipendium für Oslo, Bayerisches Staatsministerium
- 1984 Literaturstipendium Hamburg
- 1984 Debutantenpreis, Stipendium des Bayerischen Kultusministeriums
- 1985 Stipendium der Prinzregent-Luitpold-Stiftung
- 1987 Arbeitsstipendium der Stiftung Kunstfonds, Bonn
- 1987 Stipendium für Bildende Kunst der Stadt München[11]
- 1988 Deutscher Kunstpreis der Volksbanken, Frankfurt
- 1988 Förderpreis der Landeshauptstadt München
- 1989 Bayerischer Staatsförderpreis
- 1990 USA-Stipendium der Bayerischen Landesregierung für Los Angeles[12]
- 1991 Aufenthalt am Deutschen Studienzentrum in Venedig[13]
- 1992 Reisestipendium nach Indien, Frankfurt[14]